# Forzado de Sacks
La técnica de forcing, introducida por Paul Cohen, es utilizada para generar modelos de ZFC. La técnica comienza con un modelo {\displaystyle V}, conocido como modelo base, después fijando un orden parcial  {\displaystyle \mathbb {P} \in V}, conocido como forcing, que codifica las condiciones deseadas del modelo que se desea construir, entonces se fuerza con {\displaystyle \mathbb {P} } sobre {\displaystyle V} para obtener un modelo genérico  {\displaystyle V[G]}.
El forcing de Sacks, denotado por {\displaystyle \mathbb {S} }, es uno de estos órdenes parciales. Fue introducido en 1971 por el matemático estadounidense Gerald Enoch Sacks para producir un real a con mínimo grado real de constructibilidad (minimal real degree of constructibility). También es conocido como forcing de árboles perfectos.

## Definición del forcing de Sacks
Para definir el forcing de Sacks, primero debemos definir la noción de árboles perfectos (un árbol {\displaystyle T} de {\displaystyle 2^{<\omega }} es un conjunto de funciones finitas de {\displaystyle \omega } en {\displaystyle 2} cerrado bajo segmentos iniciales de tal manera que para cualquier función en {\displaystyle T} el conjunto de antecesoras es un orden lineal). Sea {\displaystyle p\subseteq 2^{<\omega }} un árbol y {\displaystyle s\in p}, decimos que {\displaystyle s} es un nodo de ramificación (nodo splitting) de {\displaystyle p} si {\displaystyle s^{\smallfrown }0}, {\displaystyle s^{\smallfrown }1\in p}. Por otra parte {\displaystyle p} es un árbol perfecto o un árbol de Sacks si {\displaystyle \forall s\in p\;\exists t\in p:s\subseteq t} y {\displaystyle t} es nodo de ramificación.
De esta manera el forcing de Sacks, denotado {\displaystyle \mathbb {S} }, es el conjunto de todos los árboles de Sacks ordenado por la contención, es decir, dados {\displaystyle p,q\in \mathbb {S} }, se cumple que {\displaystyle p\leq q\Longleftrightarrow p\subseteq q}.

## Real de Sacks
Dado un árbol {\displaystyle T} de {\displaystyle 2^{<\omega }}, denotamos por {\displaystyle [T]} al conjunto de las ramas de {\displaystyle T}, es decir, {\displaystyle [T]=\{x\in 2^{\omega }|\exists y\in T:y\subseteq x\}}.
Sea {\displaystyle G\subseteq \mathbb {S} } un filtro genérico. En {\displaystyle V[G]} se define al real de Sacks, {\displaystyle S_{gen}^{G}}, como el único elemento de {\displaystyle \bigcap _{p\in G}[p]}. Como su nombre lo indica {\displaystyle \mathbb {S} \Vdash S_{gen}^{G}\in 2^{\omega }}.
Es conocido que dado {\displaystyle p\in \mathbb {S} }, entonces {\displaystyle p\in G} si y solo si {\displaystyle S_{gen}^{G}\in [p]}. Con lo cual {\displaystyle G} y {\displaystyle S_{gen}^{G}} son interdefinibles, lo cual implica que {\displaystyle V[G]=V[S_{gen}^{G}]}.
Más que lo anterior se cumple dados {\displaystyle G\subseteq \mathbb {S} } un filtro {\displaystyle (V,\mathbb {S} )}-genérico y {\displaystyle x\in V[G]} un real nuevo, existe {\displaystyle H\subseteq \mathbb {S} } filtro {\displaystyle (V,\mathbb {S} )}-genérico tal que {\displaystyle v[H]=V[G]} y {\displaystyle x=S_{gen}^{H}} con lo cual {\displaystyle V[x]=V[H]=V[G]} por tanto {\displaystyle \mathbb {S} } tiene mínimo grado de constructibilidad real.

## Propiedades del forcing de Sacks
- No es un forcing c.c.c. (es decir, no satisface la condición de cadena contable).
- Tiene estructura de axioma A, también conocido como axioma de Baumgartner.  Para verificar esto, primero para cada {\displaystyle p\in \mathbb {S} } denotamos {\displaystyle {\mathsf {split}}(p)=\{s\in p|s{\text{ es de ramificación en }}p\}} y {\displaystyle {\mathsf {split}}_{n}(p)=\{s\in {\mathsf {split}}(p)|s{\text{ tiene exactamente }}n{\text{ antesesores en }}{\mathsf {split}}(p)\}}. Ahora, dados {\displaystyle n\in \omega }, {\displaystyle p,q\in \mathbb {S} }, se define {\displaystyle p\leq _{n}q} si y solo si {\displaystyle p\leq q} y {\displaystyle {\mathsf {split}}_{n}(q)={\mathsf {split}}_{n}(p)}. Con esta estructura, {\displaystyle \mathbb {S} } es axioma A.

- No colapsa a {\displaystyle \aleph _{1}}.
- Es forcing propio.
- Es {\displaystyle \omega ^{\omega }} bounding.
- Tiene la propiedad de Sacks
- Preserva p-puntos
- No añade splitting reals
- Preserva ultrafiltros de Ramsey

## El modelo de Sacks
Dado {\displaystyle \alpha } un ordinal, {\displaystyle \mathbb {S} _{\alpha }} es la iteración de longitud {\displaystyle \alpha } de {\displaystyle \mathbb {S} } con soporte numerable, de este modo, el modelo de Sacks es el modelo obtenido al forzar con {\displaystyle \mathbb {S} _{\omega _{2}}} sobre un modelo de CH.